# Mittelmühle (Thiersheim)
Mittelmühle ist ein Gemeindeteil des Marktes Thiersheim im Landkreis Wunsiedel im Fichtelgebirge (Oberfranken, Bayern).

## Lage
Die Mittelmühle liegt auf einer Nebenstraße zwischen Stemmas und Bergnersreuth. Der Mühlenweg des Fichtelgebirgsvereins nutzt landwirtschaftliche Wege zwischen Böhmmühle und Karlmühle. Die Mittelmühle war eine Mahl- und Schneidmühle und ist eine Einöde. Dort fließt der Thiersbach in den Flitterbach.

## Geschichte
Im Lehenbuch des Markgrafen wurde Hans Mullner 1426 und damit die Mühle erstmals erwähnt. Der Mahlbetrieb wurde 1916, der Schneidbetrieb 1928 eingestellt.